# Sadoleś
Sadoleś ist eine Ortschaft mit einem Schulzenamt der Landgemeinde Sadowne im Powiat Węgrowski der Woiwodschaft Masowien in Polen.

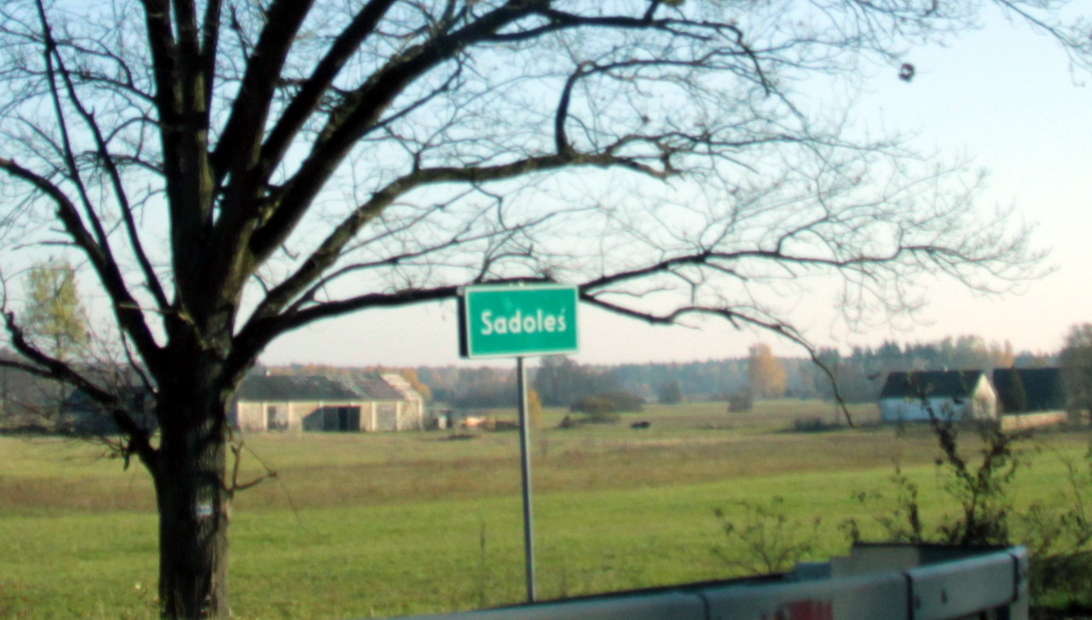
Ortstafel

## Geschichte
Der Ort wurde im Jahr 1643 erstmals urkundlich erwähnt. Der Name ist vom örtlichen Wort für grau, krumm, struppig abgeleitet.
Bei der Dritten Teilung Polens wurde Sadoleś 1795 am nördlichen Rand des neuen Westgaliziens an das Königreich Galizien und Lodomerien des habsburgischen Kaiserreichs angeschlossen. 1809 kam es ins Herzogtum Warschau und 1815 ins neu entstandene russisch beherrschte Kongresspolen. 1831 gründeten deutsche Kolonisten auf den Gütern des Grafen Zamoisky in Sadoles die evangelische Filialgemeinde von Węgrów. 1836 lebten in Sadoleś 44 Familien der Kolonisten.
Nach dem Ende des Ersten Weltkriegs kam Sadoleś zu Polen. In der Volkszählung im Jahr 1921 deklarierten sich 294 Bewohner als polnischer, 137 als deutscher und 10 als jüdischer Nationalität. Im Zweiten Weltkrieg gehörte es zum Distrikt Warschau im Generalgouvernement. Von 1975 bis 1998 gehörte Sadoleś zur Woiwodschaft Siedlce.

## Persönlichkeiten
- Stanisław Wycech (1902–2008), polnischer Kriegsteilnehmer im Ersten Weltkrieg, an seinem Todestag der letzte noch lebende polnische Veteran dieses Krieges;